# Riet Cadonau
Riet Cadonau (* 12. Mai 1961 in Basel; heimatberechtigt in Waltensburg/Vuorz) ist ein Schweizer Manager.

## Leben
Cadonau studierte an der Universität Zürich und schloss mit dem Lizenziat (Lic. oec. publ.) ab. Außerdem durchlief er das Advanced Management Program am INSEAD in Frankreich. 
Von 1990 bis 2001 arbeitete er für IBM Schweiz in verschiedenen Managementpositionen. Von 2001 bis 2005 war er als Mitglied der Konzernleitung für Ascom tätig. Im Anschluss war er Managing Director bei ACS, Inc. (heute Xerox). Von 2007 bis 2011 war er CEO von Ascom. 
Von 2011 bis 2021 war er CEO des Sicherheitstechnikherstellers Kaba Gruppe bzw. seit 2015 der Nachfolgerin, der dormakaba Gruppe. Von Oktober 2018 bis Mai 2023 war Riet Cadonau zudem Verwaltungsratspräsident der dormakaba Gruppe. 
Darüber hinaus war er von 2004 bis 2009 Präsident der Schweizerischen Management Gesellschaft sowie von 2006 bis 2011 Mitglied des Verwaltungsrates der Kaba Gruppe und der Griesser Holding. Seit 2013 sitzt er im Verwaltungsrat der Zehnder Gruppe, seit 2016 im Verwaltungsrat der Georg Fischer AG und seit 2021 im Verwaltungsrat von Logitech.
In der Schweizer Armee bekleidete er den Dienstgrad eines Oberstleutnants i Gst.